# Hypoptophis wilsoni
Hypoptophis wilsoni är en ormart inom familjen stilettormar. Den är den enda arten i släktet Hypoptophis, som därmed räknas som monotypiskt. Det finns inga beskrivna underarter.

## Kännetecken
Det finns få dokumenterade exemplar och därmed lite fakta om arten. Ormen har en längd på 40-62 centimeter, en cylindriskt formad kropp med kort svans och litet huvud. Ögonen är små med vertikalt elliptiskt formade pupiller. Ryggfjällen är släta och magplåtarna rundade, gjorda för att gräva med.

## Utbredning
Denna art finns i södra Kongo-Kinshasa i Afrika.

## Levnadssätt
Grävande orm som för det mesta håller sig gömd under löv, ruttnande träd och lös jord. Det är en orm anpassad för ett grävande liv. På engelska benämns en orm som har ett sådant levnadssätt som "fossorial".